# Acacia eremophila
Acacia eremophila är en ärtväxtart som beskrevs av William Vincent Fitzgerald. Acacia eremophila ingår i släktet akacior, och familjen ärtväxter. IUCN kategoriserar arten globalt som livskraftig.

## Underarter
Arten delas in i följande underarter:
- A. e. eremophila
- A. e. variabilis